# Dryptinae
Dryptinae is een onderfamilie van kevers in de familie van de loopkevers (Carabidae). De wetenschappelijke naam was voor het eerst gepubliceerd in 1810 door Franco Andrea Bonelli. De onderfamilie bevat de volgende geslachten:
- Acrogenys Macleay, 1864
- Agastus Schmidt-Goebel, 1846
- Ancystroglossus Chaudoir, 1862
- Chaudoirella Mateu, 1982
- Coarazuphium Gnaspini et al., 1998
- Colasidia Basilewsky, 1954
- Desera Dejean, 1825
- Dicrodontus Chaudoir, 1872
- Drypta Latreille, 1796
- Eunostus Castelnau, 1835
- Galerita Fabricius, 1801
- Gunvorita Landin, 1955
- Ildobates Espanol, 1966
- Leleupidia Basilewsky, 1951
- Metaxidius Chaudoir, 1852
- Metazuphium Mateu, 1992
- Mischocephalus Chaudoir, 1862
- Neodrypta Basilewsky, 1960
- Neoleleupidia Basilewsky, 1953
- Paraleleupidia Basilewsky, 1951
- Parazuphium Jeannel 1942
- Planetes WS MacLeay, 1825
- Polistichus Bonelli, 1810
- Pseudaptinus Castelnau de Laporte, 1834
- Speothalpius Moore, 1995
- Speozuphium Moore, 1995
- Trichognathus Latreille, 1825
- Zuphium Latreille, 1806